# Кайова (Колорадо)
Кайова (англ. Kiowa) — місто (англ. town) в США, в окрузі Елберт штату Колорадо. Населення — 725 осіб (2020).

## Географія
Кайова розташована за координатами 39°20′37″ пн. ш. 104°27′26″ зх. д. / 39.34361° пн. ш. 104.45722° зх. д. (39.343530, -104.457176).  За даними Бюро перепису населення США в 2010 році місто мало площу 2,30 км², з яких 2,29 км² — суходіл та 0,01 км² — водойми.

## Демографія
Згідно з переписом 2010 року, у місті мешкали 723 особи в 280 домогосподарствах у складі 181 родини. Густота населення становила 315 осіб/км².  Було 322 помешкання (140/км²).
Расовий склад населення:
| - 92,8 % — білих - 1,5 % — чорних або афроамериканців - 1,4 % — азіатів - 0,3 % — корінних американців - 1,8 % — осіб інших рас |

До двох чи більше рас належало 2,2 %. Частка іспаномовних становила 7,9 % від усіх жителів.
За віковим діапазоном населення розподілялося таким чином: 27,4 % — особи молодші 18 років, 61,4 % — особи у віці 18—64 років, 11,2 % — особи у віці 65 років та старші. Медіана віку мешканця становила 38,1 року. На 100 осіб жіночої статі у місті припадало 93,8 чоловіків;  на 100 жінок у віці від 18 років та старших — 96,6 чоловіків також старших 18 років.
Середній дохід на одне домашнє господарство  становив 76 289 доларів США (медіана — 58 750), а середній дохід на одну сім'ю — 88 115 доларів (медіана — 67 857). За межею бідності перебувало 10,3 % осіб, у тому числі 21,4 % дітей у віці до 18 років та 3,0 % осіб у віці 65 років та старших.
Цивільне працевлаштоване населення становило 415 осіб. Основні галузі зайнятості: освіта, охорона здоров'я та соціальна допомога — 18,3 %, роздрібна торгівля — 14,9 %, будівництво — 14,5 %.